# البارود غرب
قرية البارود غرب هي إحدى القرى التابعة لمركز صدفا في محافظة أسيوط في جمهورية مصر العربية. حسب إحصاءات سنة 2006، بلغ إجمالي السكان في البارود غرب 1963 نسمة، منهم 1034 رجل و929 امرأة.